# Andreas Köpke
Andreas Köpke (Kiel, 1962. március 12. –) válogatott német labdarúgó. A német labdarúgó-válogatottal három világbajnokságon és két Európa-bajnokságon szerepelt, 1990-ben világbajnoki, 1996-ban pedig Európa-bajnoki címet szerzett.

## Klubcsapatokban
Pályafutását szülővárosa, a Holstein Kiel csapatában kezdte 1979 nyarán, ahol négy szezonon keresztül őrizte a csapata hálóját. Majd egy éven keresztül az SC Charlottenburgot erősítette. 1984 és 1986 között a Hertha BSC-hez szerződött. Az 1. FC Nürnberg együtteséhez 1986-ban került, ahol nyolc bajnoki szezont töltött. Az Eintracht Frankfurt-hoz 1994 nyarán csatlakozott, ahol két szezonon keresztül szerepelt. 1996-ban az Olympique de Marseille szolgálataiba állt, mígnem 1998-ban visszatért a Nürnbergbe.

## A válogatottban
Ugyan tagja volt az 1990-ben világbajnoki címet szerző NSZK válogatott keretének, de Bodo Illgner mögött nem jutott szerephez. Az 1992-es kontinensviadalon és az 1994-es világbajnokságon részt vevő német válogatott keretének szintén tagja volt.
1993-ban a legjobb játékosnak választották Németországban, majd az 1996-os Európa-bajnokságon az ő segítsége is kellett ahhoz, hogy a németek döntőzhessenek. Gareth Southgate büntetőjét hárította és ezáltal a németek bejutottak a döntőbe. A kiváló teljesítménye következtében jelölték a FIFA Év játékosa címre.
Az 1998-as világbajnokságon szintén Köpke számított a válogatott első számú kapusának. A negyeddöntőben 3–0-s vereséget szenvedtek Horvátország ellen és ezután Köpke úgy határozott, hogy lemondja a válogatottságot végleg, átadva helyét a korszak másik kiváló kapusának Oliver Kahnnak. A válogatottban összesen 59 alkalommal kapott szerepet.
A 2006-os németországi világbajnokság idején nagykövetként tevékenykedett és Nürnberg városát népszerűsítette.

## Sikerei, díjai

### A klubokban
1. FC Nürnberg
- 2. Bundesliga bajnok: 2000–01

### A válogatottban
Németország
- Világbajnok: 1990
- Európa-bajnok: 1996
  - Ezüstérmes: 1982

### Egyéni
- Az év német labdarúgója: 1993
- Legjobb európai kapus: 1996
- IFFHS Világ legjobb kapusa: 1996